# Babice (gmina)
Babice – gmina wiejska w województwie małopolskim, w powiecie chrzanowskim. Siedzibą władz gminy jest wieś Babice. W latach 1975–1998 gmina była położona w województwie katowickim.
Gmina ulokowana jest w  południowej częścią Garbu Tenczyńskiego  oraz na terenie doliny Górnej Wisły, częściowo w granicach Zespołu Jurajskich Parków Krajobrazowych.
Według danych z 31 grudnia 2017 roku gminę zamieszkiwały 9124 osoby.

## Struktura powierzchni
Według danych z roku 2002 gmina Babice ma obszar 54,47 km², w tym:
- użytki rolne: 51%
- użytki leśne: 39%

Gmina stanowi 14,66% powierzchni powiatu.

## Demografia

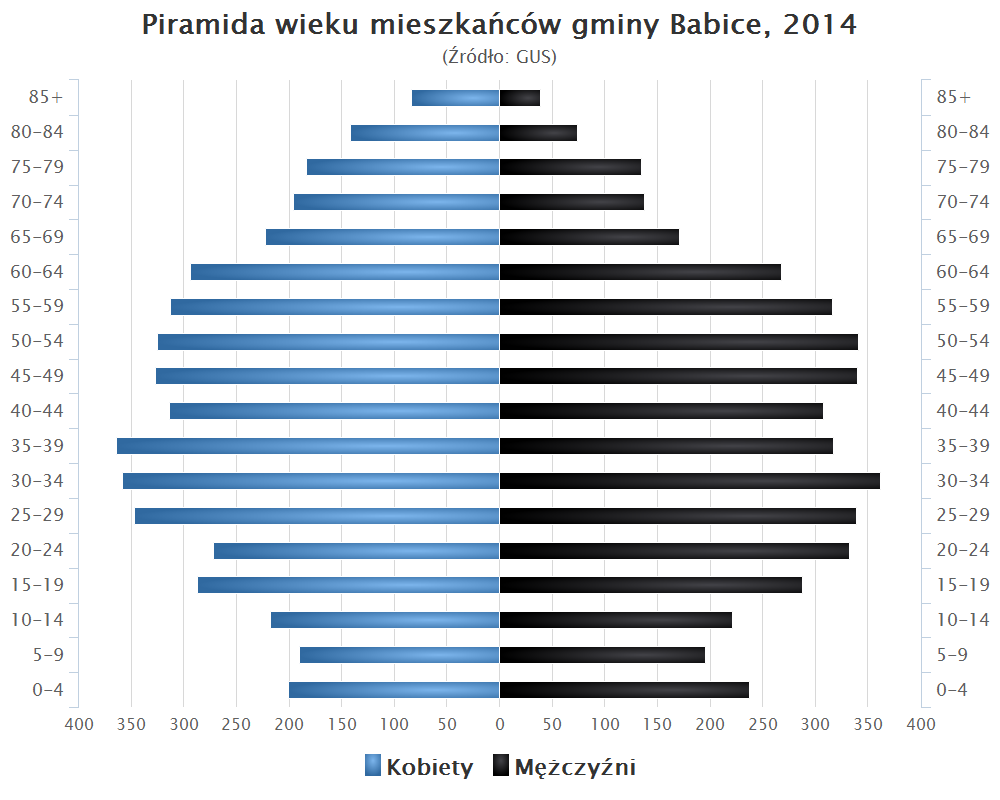
Piramida wieku mieszkańców gminy Babice w 2014 roku

Dane z 31 grudnia 2014:
| Opis                              | Ogółem | Ogółem | Kobiety | Kobiety | Mężczyźni | Mężczyźni |
| --------------------------------- | ------ | ------ | ------- | ------- | --------- | --------- |
| jednostka                         | osób   | %      | osób    | %       | osób      | %         |
| populacja                         | 9005   | 100    | 4616    | 51,3    | 4389      | 48,7      |
| gęstość zaludnienia (mieszk./km²) | 165,3  | 165,3  | 84,7    | 84,7    | 80,5      | 80,5      |

## Sołectwa gminy Babice
W gminie Babice jest 7 sołectw, każda wieś w gminie jest osobnym sołectwem.
| Sołectwo  | Ludność (2021) |
| Babice    | 1 516          |
| Jankowice | 770            |
| Mętków    | 1 428          |
| Olszyny   | 815            |
| Rozkochów | 775            |
| Wygiełzów | 704            |
| Zagórze   | 3 059          |
| --------- | -------------- |

## Turystyka

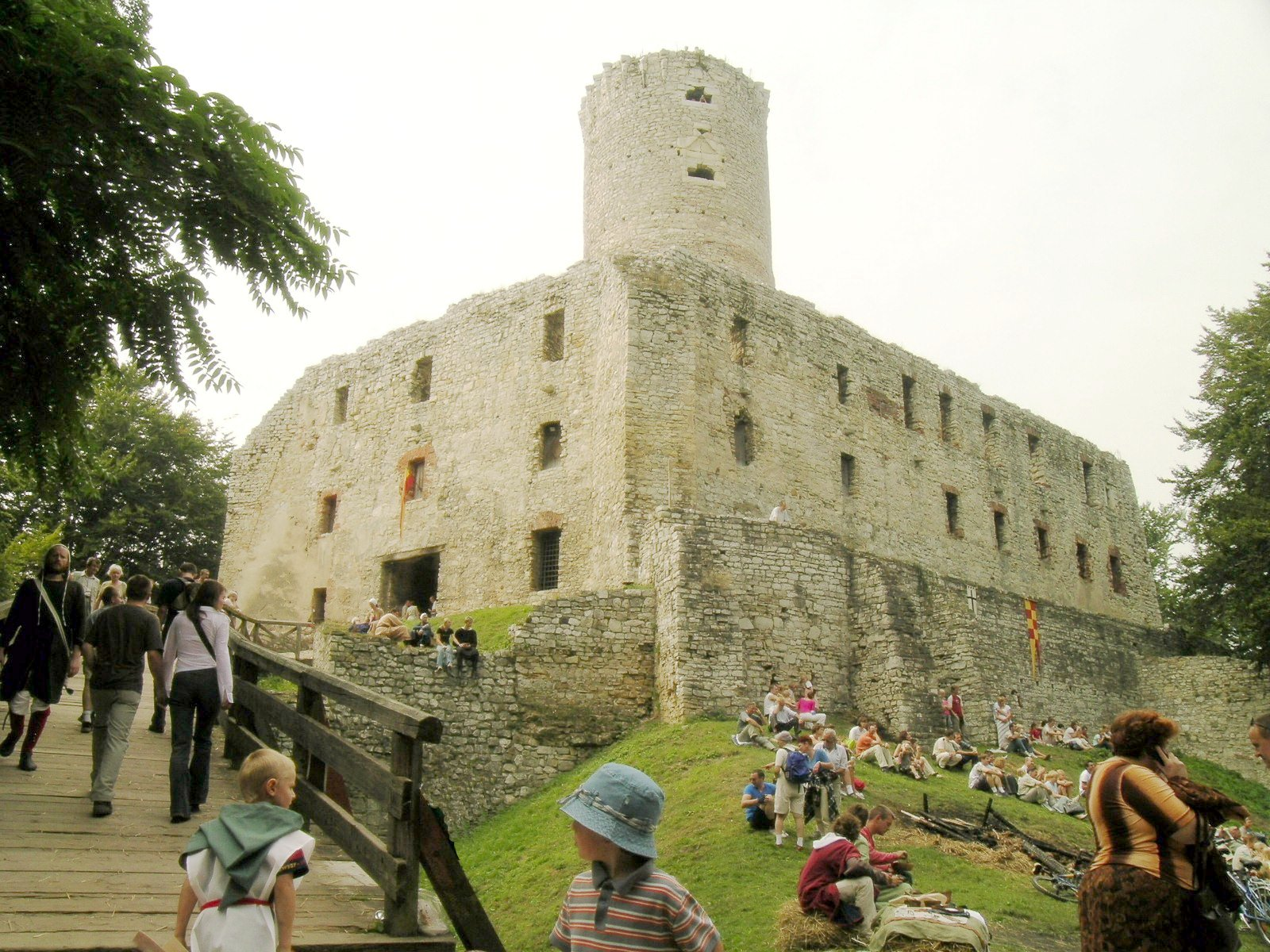
Zamek Lipowiec

Atrakcją turystyczną gminy są zakonserwowane ruiny zamku Lipowiec, skansen w Wygiełzowie – Muzeum Małopolski Zachodniej oraz rezerwat "Góra Bukowica". Korzystne warunki ekologiczne i krajobrazowe oraz naturalne zbiorniki wodne otwierają szerokie możliwości wykorzystania tych walorów do celów rekreacyjnych, tym bardziej, że na terenie gminy znajduje się kilka obiektów zabytkowych:
- ruiny zamku biskupów krakowskich na wzgórzu Lipowiec wraz z Parkiem Etnograficznym Krakowiaków Zachodnich[8] we wsi Wygiełzów (z zabudowaniami wiejskimi z XVIII i XIX wieku),
- kościół murowany w Babicach,
- kościół z drzewa modrzewiowego z XVIII wieku w Mętkowie.

Znajdują się tutaj dwie specjalnie oznakowane ścieżki dydaktyczne z elementami historycznymi i krajobrazowo–przyrodniczymi, oraz 3 szlaki turystyczne. Gęsta sieć utwardzonych i asfaltowych dróg w okolicach Babic, Mętkowa i Zagórza sprzyja turystyce rowerowej. Dla amatorów wędkowania gmina oferuje położone wśród lasów stawy rybne, w których można złowić karpia.

## Religia
- Kościół rzymskokatolicki: 3 parafie

## Sąsiednie gminy
Alwernia, Chrzanów, Libiąż, Przeciszów, Zator.

## Gmina partnerska
- Pischelsdorf am Kulm[9]